# Max Mitterbichler
Max Mitterbichler (* 12. Januar 1947) ist ein ehemaliger deutscher Ringer.

## Leben
Mitterbichler begann als Jugendlicher beim TV Traunstein mit dem Ringen. Später wechselte er zum AC Bad Reichenhall, wo er von Josef Paar zu einem deutschen Spitzenringer geformt wurde. Er rang ausschließlich im griechisch-römischen Stil. 1965 wurde er deutscher Jugendmeister (Altersgruppe bis 18 Jahre) in der Gewichtsklasse bis 79 kg Körpergewicht. 1967 und 1968 belegte er bei den deutschen Juniorenmeisterschaften im Weltergewicht jeweils den 2. Platz.
Bei den Senioren glückte ihm bei der deutschen Meisterschaft im Jahre 1970 der erste Titelgewinn im Mittelgewicht. Er siegte vor dem Routinier Peter Nettekoven aus Dortmund und Reinhold Hucker aus Unterelchingen. Auch in den folgenden Jahren schnitt er bei den deutschen Meisterschaften sehr gut ab. 1971 wurde er zweiter Sieger hinter dem eigentlichen Freistilringer Peter Neumair aus Hallbergmoos, blieb aber wiederum vor Peter Nettekoven. 
1972 belegte er bei der deutschen Meisterschaft im Mittelgewicht den 3. Platz hinter Reinhold Hucker und Peter Nettekoven. Mit diesem 3. Platz hatte er sich aber praktisch schon den Weg zu den Olympischen Spielen 1972 in München verbaut. Trotzdem gab er nicht auf und wurde 1973 wiederum deutscher Meister im Mittelgewicht vor Richard Rotter aus Reilingen und Helmut Gerlach aus Aschaffenburg. 1974 erreichte Mitterbichler bei der deutschen Meisterschaft schließlich noch einmal den 3. Platz hinter Vize-Weltmeister Werner Schröter aus Schifferstadt und Reinhold Hucker.
In den Jahren 1970 und 1973 vertrat Mitterbichler die Bundesrepublik Deutschland bei den Europameisterschaften in Berlin bzw. in Helsinki, jeweils im Mittelgewicht. Dabei erreichte er nur mäßige Erfolge, er belegte beide Male nur den 11. Platz. Bei anderen internationalen Turnieren war er aber erfolgreicher. So siegte er 1973 bei dem gut besetzten Turnier im schwedischen Klippan im Mittelgewicht vor Volker Zwick aus der DDR und dem Russen Stepanenko. 1970 belegte er bei einem Turnier in Savona den 2. Platz im Mittelgewicht hinter Roland Andersson aus Schweden und 1969 und 1974 erreichte er bei den internationalen Ringerturnieren in Bad Reichenhall jeweils den 3. Platz.
1975 beendete Mitterbichler seine internationale Ringerlaufbahn. Er rang aber noch einige Jahre für den AC Bad Reichenhall in der deutschen Bundesliga. Er ist Inhaber einer Heizungsbau-Firma in Traunstein und wohnt in Chieming.

## Internationale Erfolge
(EM = Europameisterschaft, GR = griech.-röm. Stil, We = Weltergewicht, Mi = Mittelgewicht, damals bis 74 kg bzw. 82 kg Körpergewicht)
- 1969, 3. Platz, Turnier in Bad Reichenhall, GR, Mi, hinter Peter Neumair, BRD u. Milan Nenadić, Jugoslawien u. vor Helmut Gerlach, BRD;

- 1970, 4. Platz, Turnier in Split, GR, Mi, hinter Stroe, Rumänien, Frank Hartmann, DDR u. Bernhard Ban, Jugoslawien u. vor Penciu, Rumänien u. Major, Ungarn;

- 1970, 2. Platz, Turnier in Savona, GR, Mi, hinter Roland Andersson, Schweden u. vor Zardoni, Italien u. Wells, USA;

- 1970, 11. Platz, EM in Berlin, GR, Mi, nach Niederlagen gegen Adam Ostrowski, Polen u. Milan Nenadic;

- 1971, 4. Platz, Turnier in Salzburg, GR, Mi, hinter Csaba Hegedüs, Ungarn, Kaspar Steinberger u. Manfred Paulitsch, bde. Österreich;

- 1972, 3. Platz, Vorolympisches Turnier in München, GR, Mi, hinter Jan Stawowski, Polen u. Kiril Dimitrow, Bulgarien;

- 1973, 1. Platz, Turnier in Klippan/Schweden, GR, Mi, vor Volker Zwick, DDR u. Stepanenko, UdSSR;

- 1973, 3. Platz, Turnier in Constanța, GR, Mi, hinter Ion Gabor, Rumänien u. André Bouchoule, Frankreich;

- 1973, 11. Platz, EM in Helsinki, GR, Mi, mit einem Sieg über Jean-Marie Chardonnes, Schweiz u. Niederlagen gegen Leif Andersson, Schweden u. Istvan Nagy, Ungarn;

- 1974, 3. Platz, Turnier in Bad Reichenhall, GR, Mi, hinter Leif Andersson u. André Bouchoule u. vor Anton Masternak, Polen

## Deutsche Meisterschaften
- 1970, 1. Platz, GR, Mi, vor Peter Nettekoven, Dortmund u. Reinhold Hucker, Unterelchingen,
- 1971, 2. Platz, GR, Mi, hinter Peter Neumair, Hallbergmoos u. vor Peter Nettekoven,
- 1972, 3. Platz, GR, Mi, hinter Reinhold Hucker u. Peter Nettekoven,
- 1973, 1. Platz, GR, Mi, vor Reinhard Rotter, Reilingen u. Helmut Gerlach, Aschaffenburg,
- 1974, 3. Platz, GR, Mi, hinter Werner Schröter, Schifferstadt u. Reinhold Hucker